# دايفيد كلاين
دايفيد كلاين (بالفرنسية: David Klein)‏ (13 أغسطس 1973 ميلوز فرنسا - ) هو لاعب كرة قدم فرنسي يلعب كحارس مرمى.

## وصلات خارجية
دايفيد كلاين على موقع قاعدة بيانات كرة القدم.إي يو (الإنجليزية)
- دايفيد كلاين على موقع Soccerbase.com (لاعب) (الإنجليزية)